# Ержанов, Галихан Нурмуханбетович
Галихан Нурмуханбетович Ержанов — первый министр юстиции Республики Казахстан. Государственный советник юстиции 3 класса. Почетный работник прокуратуры СССР. Был одним из разработчиков первой Конституции Республики Казахстан 1993 года.
Родился 15 января 1938 г. в п. Краснооктябрьском Камышнинского района Кустанайской области, образование высшее юридическое.

## Карьера
- в 1956 г. Свою трудовую деятельность начал шофером.[3]
- В ноябре 1958 г. был призван в ряды Советской Армии.
- В 1961 г. поступил на юридический факультет Казахского государственного университета.
- 1964 г. — помощник прокурора.
- 1968 г. — прокурор Камышнинского района.
- 1976 г. — прокурор г. Рудного.
- 1977 г. — заместитель председателя Кустанайского областного суда.
- 1982 г. — начальник отдела юстиции Кустанайского облисполкома.
- 1990—1993 гг. — Первый министр юстиции Республики Казахстана.
- 1994—1997 гг. — возглавлял прокуратуру Костанайской области[4]

## Награды
- Медаль «За доблестный труд. В ознаменование 100-летия со дня рождения В. И. Ленина».
- Звание «Заслуженный юрист СССР».
- Медаль «Ветеран труда».
- Медаль «За освоение целинных земель».
- Почетная грамота Верховного Совета КазССР